# Miss Continentes Unidos 2019
Miss Continentes Unidos 2019 fue la 14.ª edición del certamen Miss Continentes Unidos, correspondiente al año 2019; la cual se llevó a cabo el 28 de septiembre en el Teatro Centro de Arte León Febres-Cordero en la ciudad de Guayaquil, Ecuador. Candidatas de 31 países y territorios autónomos compitieron por el título durante 2 semanas. Al final del evento, Andrea Sáenz Miss Continentes Unidos 2018 de México coronó a Anairis Cadavid Ardila de Colombia como su sucesora. 
El concurso fue transmitido a través del canal de televisión ecuatoriano Gamavisión y a través de otros canales de televisión a nivel mundial.

## Resultados
| Resultado Final              | Candidata |
| ---------------------------- | --- |
| Miss Continentes Unidos 2019 | - Colombia - Anairis Cadavid                                                                                     |
| Primera Finalista            | - Ecuador - Eliza Quiñónez                                                                                       |
| Segunda Finalista            | - México - Kenia Ponce                                                                                           |
| Tercera Finalista            | - Tailandia - Maneerat Daengprasert                                                                              |
| Cuarta Finalista             | - Francia - Charlotte Miralles                                                                                   |
| Quinta Finalista             | - Sudáfrica - Nerine Schutte                                                                                     |
| Top 10                       | - Panamá - Carmen Jaramillo - Perú - Marjory Patiño - Rusia - Yekaterina Agapova - Venezuela - María José Bracho |

## Premios especiales
| Premio                   | Candidata                               |
| ------------------------ | --------------------------------------- |
| Mejor Traje Nacional     | - Ecuador - Eliza Aminta Quiñónez Godoy |
| Miss Hotel Punta del Mar | - México - Kenia Melissa Ponce Beltrán  |
| Miss Comecsa             | - Ecuador - Eliza Aminta Quiñónez Godoy |
| Miss Azaleia             | - Jamaica - Daniellee Reddie            |
| Mejor Silueta            | - Venezuela - María José Bracho Barrios |
| Miss Amistad             | - Bolivia- Joselyne Camacho             |
| Mejor Sonrisa            | - Ecuador - Eliza Aminta Quiñónez Godoy |
| Miss Cielo               | - Colombia - Anairis Cadavid Ardila     |

## Candidatas
31 candidatas fueron confirmadas:
(En la tabla se utiliza su nombre completo, los sobrenombres van entrecomillados y los apellidos utilizados como nombre artístico, entre paréntesis; fuera de ella se utilizan sus nombres «artísticos» o simplificados).
| País/Territorio      | Candidata                         | Edad | Estatura | Residencia              |
| -------------------- | --------------------------------- | ---- | -------- | ----------------------- |
| Bielorrusia          | Polli Cannabis                    | 25   | 1.79     | Minsk                   |
| Bolivia              | Kelly Josseline Camacho Céspedes  | 21   | 1.73     | Santa Cruz de la Sierra |
| Brasil               | Thylara Brenner                   | 26   | 1.79     | Itajaí                  |
| Chile                | Kaithen Krishna Ahumada Peralta   | 19   | 1.74     | Calama                  |
| China                | Yuling Khan Chen                  | 23   | 1.76     | Hunan                   |
| Colombia             | Anairis Cadavid Ardila            | 24   | 1.70     | Valledupar              |
| Costa Rica           | Maricrís Rodríguez Rojas          | 24   | 1.68     | San José                |
| Dinamarca            | Anne Dalum                        | 24   | 1.73     | Herning                 |
| Ecuador              | Eliza Aminta Quiñónez Godoy       | 24   | 1.76     | Esmeraldas              |
| El Salvador          | Adriana Camila Luna Sandoval      | 20   | 1.74     | Chalatenango            |
| Estados Unidos       | Maria Elena Manzo                 | 26   | 1.72     | Los Ángeles             |
| Filipinas            | Jerelleen Alix Rodríguez          | 26   | 1.72     | Cebú                    |
| Francia              | Charlotte Miralles                | 19   | 1.71     | Lyon                    |
| Guatemala            | Katherine Michelle Lara Hernández | 25   | 1.70     | Ciudad de Guatemala     |
| India                | Shreya Shanker                    | 22   | 1.71     | Patna                   |
| Jamaica              | Daniellee Reddie                  | 24   | 1.70     | Kingston                |
| Japón                | Chika Oniki                       | 27   | 1.66     | Hamamatsu               |
| México               | Kenia Melissa Ponce Beltrán       | 26   | 1.70     | Mexicali                |
| Nicaragua            | Katty Vanessa Bello Luna          | 23   | 1.68     | Costa Caribe Sur        |
| Nueva Zelanda        | Jonah Jean Asi                    | 24   | 1.68     | Auckland                |
| Panamá               | Carmen Isabel Jaramillo Velarde   | 24   | 1.74     | La Chorrera             |
| Paraguay             | Silvana Duarte Romero             | 21   | 1.68     | Ciudad del Este         |
| Perú                 | Marjory Milagros Patiño López     | 23   | 1.73     | Lima                    |
| Portugal             | Andrea Ramírez                    | 18   | 1.70     | Madeira                 |
| Puerto Rico          | Mary Ann Santana Ramírez          | 18   | 1.70     | Canóvanas               |
| República Dominicana | Michelle Ventura Pimentel         | 22   | 1.79     | Sánchez Ramírez         |
| Rusia                | Yekaterina Pavlovna Agapova       | 23   | 1.73     | Múrmansk                |
| Sudáfrica            | Nerine Schutte                    | 20   | 1.75     | Pretoria                |
| Tailandia            | Maneerat Daengprasert             | 25   | 1.69     | Trat                    |
| Ucrania              | Karina Yagmurdzhy-Ageeva          | 23   | 1.74     | Kiev                    |
| Venezuela            | María José Bracho Barrios         | 23   | 1.79     | Maracaibo               |

### Candidatas retiradas
- Argentina - Aylen Peralta
- España - Cristina Lores Eliso
- Ghana - Paciencia Abena Nketia-Boye

### Reemplazos
- Bolivia - Fabiana Andrea Ayaviri Gutiérrez fue reemplazada por Joselyne Camacho.
- Colombia - Zara Skaugvoll Triana fue reemplazada por Anairis Cadavid Ardila.
- Guatemala - Nallely López fue reemplazada por Katherine Michelle Lara Hernández.
- Rusia - Vlada Potapova fue reemplazada por Yekaterina Pavlovna Agapova.
- Ucrania - Oksana Lubencenko fue reemplazada por Karina Yagmurdzhy-Ageeva.
- Venezuela - Fernanda González fue reemplazada por María José Bracho Barrios.

## Sobre los países en Miss Continentes Unidos 2019

### Naciones que regresan a la competencia
Compitió por última vez en 2012:
- El Salvador

Compitieron por última vez en 2017:
- Costa Rica
- Guatemala
- Jamaica

### Naciones que se retiran de la competencia
Argentina, Canadá, España, Honduras, Myanmar y Uruguay no enviaron una candidata este año.